# Актастинський сільський округ
Актасти́нський сільський округ (каз. Ақтасты ауылдық округі, рос. Актастинский сельский округ) — адміністративна одиниця у складі Айтекебійського району Актюбінської області Казахстану. Адміністративний центр — село Актасти.
Населення — 545 осіб (2021; 1216 у 2009, 1834 у 1999, 2095 у 1989).

## Історія
Станом на 1989 рік існувала Урожайна сільська рада (села Жуали, Урожайне) Комсомольського району, село Амангельди (нині Толибай) перебувало у складі Жабасацької сільради. 1997 року до складу Актастинського сільського округу була приєднана територія ліквідованого Толибайського сільського округу згідно з рішенням масліхату Актюбінської області від 30 травня 1997 року № 3. Село Амангельди (колишнє Жуали) було ліквідовано згідно з рішенням Актюбінського обласного масліхату від 18 червня 2008 року № 212 та постановою Актюбінського обласного акімату від 18 червня 2008 року № 94.

## Склад
До складу округу входять такі населені пункти:
| Населений пункт  | Колиші назви | Населення, осіб (1989) | Населення, осіб (1999) | Населення, осіб (2009) | Населення, осіб (2021) |
| ---------------- | ------------ | ---------------------- | ---------------------- | ---------------------- | ---------------------- |
| Амангельди, село | Жуали        | 31                     | 0                      | -                      | -                      |
| Актасти, село    | Урожайне     | 1098                   | 1274                   | 745                    | 303                    |
| Толибай, село    | Амангельди   | 966                    | 560                    | 471                    | 272                    |